# 佐濃村
佐濃村（さのむら）は、京都府熊野郡にあった村。現在の京丹後市久美浜町の南東部、佐濃谷川の流域にあたる。

## 地理
- 山岳：女布権現山、久次岳、高竜寺ヶ岳
- 河川：佐濃谷川

## 歴史
- 1951年（昭和26年）1月1日 - 上佐濃村・下佐濃村が合併して発足。
- 1958年（昭和33年）5月3日 - 久美浜町に編入。同日佐濃村廃止。